# Числа зірчастого октаедра

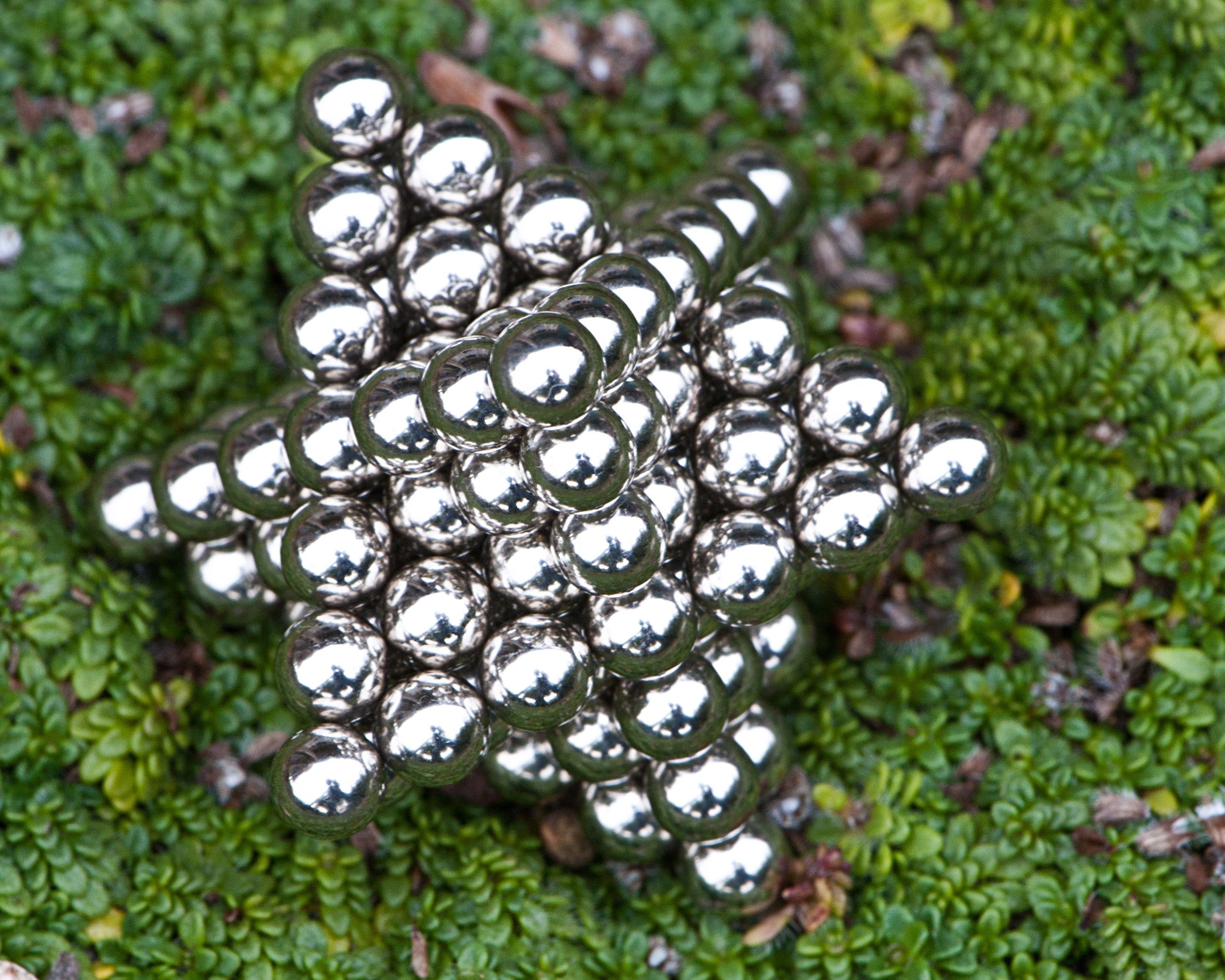
124 Рідкоземельний магніт, розташовані у формі зірчастого октаедра

Числа зірчастого октаедра (англ. stella octangula numbers) — фігурні числа, що підраховують число куль, які можна розташувати всередині зірчастого октаедра. Ці числа дорівнюють: 0, 1, 14, 51, 124, 245, 426, 679, 1016, 1449, 1990 … (послідовність A007588 з Онлайн енциклопедії послідовностей цілих чисел, OEIS) і в загальному випадку задаються рівнянням {\displaystyle n(2n^{2}-1)}. Твірна функція чисел зірчастого октаедра: {\displaystyle {\frac {x(x^{2}+10x+1)}{(x-1)^{4}}}=x+14x^{2}+51x^{3}+124x^{4}+...}

## Формули
Оскільки зірчастий октаедр можна подати як комбінацію октаедра та восьми тетраедрів меншого розміру, формулу для чисел зірчастого октаедра можна подати як {\displaystyle StOct_{n}=O_{n}+8T_{n-1}}, де {\displaystyle O_{n}} — {\displaystyle n}-не октаедричне число, а {\displaystyle T_{n}} — {\displaystyle n}-не тетраедричне число. Оскільки {\displaystyle O_{n}={\frac {1}{3}}n(2n^{2}+1)}, а {\displaystyle T_{n-1}={\frac {1}{6}}(n-1)n(n+1)}, отримаємо {\displaystyle StOct_{n}={\frac {1}{3}}n(2n^{2}+1)+{\frac {8}{6}}(n-1)n(n+1)={\frac {1}{3}}(n(2n^{2}+1)+4(n-1)n(n+1))={\frac {1}{3}}(2n^{3}+n+4n^{3}-4n)={\frac {1}{3}}(6n^{3}-3n)=n(2n^{2}-1)}.
Рекурентні формули {\displaystyle O_{n+1}=O_{n}+(n+1)^{2}+n^{2}} та {\displaystyle T_{n+1}=T_{n}+{\frac {(n+1)(n+2)}{2}}} дозволяють вивести для чисел зірчастого октаедра такі рівності: {\displaystyle StOct_{1}=1}, {\displaystyle StOct_{n+1}=StOct_{n}+6n^{2}+6n+1}.

## Рівняння Люнґґрена
Єдині числа зірчастого октаедра, що також є квадратами, це {\displaystyle StOct_{1}=1} і {\displaystyle StOct_{169}=3107^{2}=9653449}. Єдиність нетривіального розв'язку випливає з єдиності розв'язку рівняння Люнґґрена, діофантового рівняння {\displaystyle y^{2}=2x^{4}-1}.